# Émile Henriot (écrivain)
Pour les articles homonymes, voir Émile Henriot.
Émile Henriot, pseudonyme de Paul Émile Hector Maigrot, né le 3 mars 1889 à Paris où il est mort le 14 avril 1961, est un poète, écrivain, essayiste et critique littéraire français.

## Biographie
Fils du caricaturiste Henri Maigrot, dit Henriot, Émile Henriot participe de 1908 à 1911 au club des Longues moustaches. Bachelier ès lettres (1907) et bachelier en droit (1909), exempté de service militaire, il s'engage volontairement en 1915 dans la cavalerie (au 31e régiment de dragons) avant de passer dans l'artillerie, puis est est réformé à la fin de 1917 -il alors maréchal des logis- pour maladie contractée au front, après avoir participé à plusieurs batailles de la Première Guerre mondiale et avoir obtenu la Croix de guerre.
Journaliste au Temps entre les deux guerres, il devient le critique littéraire du Monde, héritier du Temps à la Libération.
Il a popularisé le terme « nouveau roman » dans un article du journal Le Monde en 1957 — le terme fut employé pour la première fois par Bernard Dort en avril 1955 —, critiquant le roman la Jalousie, d'Alain Robbe-Grillet et la réédition de Tropismes de Nathalie Sarraute, et caractérisant sous ce vocable un mouvement littéraire regroupant quelques écrivains appartenant principalement aux Éditions de Minuit.
Émile Henriot est élu à l’Académie française, le 12 avril 1945, en remplacement de Marcel Prévost, mort en 1941, aucun concurrent ne se présentant contre lui. Cela s'appelle "faire place nette".
L'écrivain Pierre-Henri Simon lui succèdera comme feuilletoniste du Monde à sa mort.
Son épouse née Germaine Gounod, petite-fille de Charles Gounod, est morte en 1971 à 79 ans.

## Œuvres
- Poèmes à Sylvie (1906)
- Eurynice (1907)
- Petite suite italienne (1909)
- XI portraits dont un de femme (1909)
- Jardins à la Française (1911)
- L’Instant et le Souvenir (1912), prix de Jouy de l’Académie française 1913
- Vignettes romantiques et turqueries (1912)
- À quoi rêvent les jeunes gens ? (1913)
- Deivae Sacrum (Élégies) (1913)
- La Flamme et les Cendres (1914)
- Bellica (1915)
- Le Carnet d’un dragon dans les tranchées (1918)
- Valentin (1918)
- Le Diable à l’hôtel ou les plaisirs imaginaires (1919)
- Les Temps innocents (1921)
- Courrier littéraire I (1922)
- Aquarelles (1922)
- Aventures de Sylvain Dutourd (1923)
- Livres et portraits, 3 vol. (1923-1927)
- Aricie Brun ou les Vertus bourgeoises (1924), grand prix du roman de l'Académie française
- Stendhaliana (1924)
- Courrier littéraire II (1925)
- Les Livres du second rayon irréguliers et libertins avec vignettes de Jules-Léon Perrichon, (1925)
- Promenades pittoresques sur les bords de la Seine (1926)
- L’Enfant perdu (1926)
- Éloge de la curiosité (1927)
- Journal de bord (1927)
- Esquisses et notes de lecture (1928)
- Alfred de Musset (1928)
- Promenades italiennes (1928)
- L’Art de former une bibliothèque (1928)
- Romanesques et romantiques (1930)
- Les Occasions perdues (1931)
- Épistoliers et mémorialistes (1931)
- La Marchande de couronnes (1932)
- En Provence (1932)
- Courrier littéraire : XVIIe siècle (1933)
- Le Pénitent de Psalmodi (1933)
- Vers l’oasis en Algérie (1935)
- Portraits de femmes, d’Héloïse à Marie Bashkirtseff (1935)
- Tout va finir (1936)
- Portraits de femmes, de Marie de France à Katherine Mansfield (1937)
- Le Livre de mon père (1938)
- Recherche d’un château perdu (1941)
- Le Pèlerinage espagnol (1942)
- Quatre nouvelles (1944)
- Le Diable à l'hôtel, illustré de bois gravés en couleurs de G. Nick, Éditions de la Nouvelle France, Paris, 1944
- Poètes français, 2 vol. (1944-1946)
- Naissances (1945)
- Courrier littéraire : XVIIIe siècle, 2 vol. (1945)
- Beautés du Brésil (1946)
- Courrier littéraire : XIXe siècle, autour de Chateaubriand (1948)
- La Rose de Bratislava (Plon, 1948) (Publié en feuilleton dans la revue Hommes et Mondes, 1947)
- Courrier littéraire : XIXe siècle, Stendhal, Mérimée et leurs amis (1948)
- Les Fils de la louve (1949)
- Tout va recommencer sans nous (1951)
- Courrier littéraire III (1953)
- Les jours raccourcissent, poésies (1954)
- Courrier littéraire : XIXe – XXe siècle, 2 vol. (1955-1956)
- Au bord du temps (1958)
- Rencontres en Île-de-France (1958), Hachette, coll. « Guides bleus »
- On n’est pas perdu sur la terre (1960)
- Raymonde Heudebert - Peintures, dessins, coécrit avec Jean Cassou et Claude Roger-Marx, éditions Galerie du Cercle, Paris, 1979

## Décorations
- Grand officier de la Légion d'honneur (insignes remis par le général de Gaulle le 17 octobre 1959 ; insignes de commandeur remis par Georges Duhamel le 3 mars 1949 ; insignes d'officier remis par Adrien Hébrard le 16 février 1929 ; insignes de chevalier remis par son père le 25 mai 1922).
- Croix de guerre 1914–1918, étoile de bronze
- Croix du combattant volontaire
- Commandeur de l'ordre national de la Croix du Sud (Brésil)